# Draper (Dakota del Sud)
Draper è un comune degli Stati Uniti d'America, situato in Dakota del Sud, nella contea di Jones.